# إريك باربا
اريك باربا (بالإنجليزية: Eric Barba)‏ هو مشرف مؤثرات بصرية أمريكي، ولد في القرن العشرين.

## وصلات خارجية
- الموقع الرسمي
- إريك باربا على موقع IMDb (الإنجليزية)
- إريك باربا على موقع قاعدة بيانات الفيلم (الإنجليزية)